# 拉迪奇科夫峰

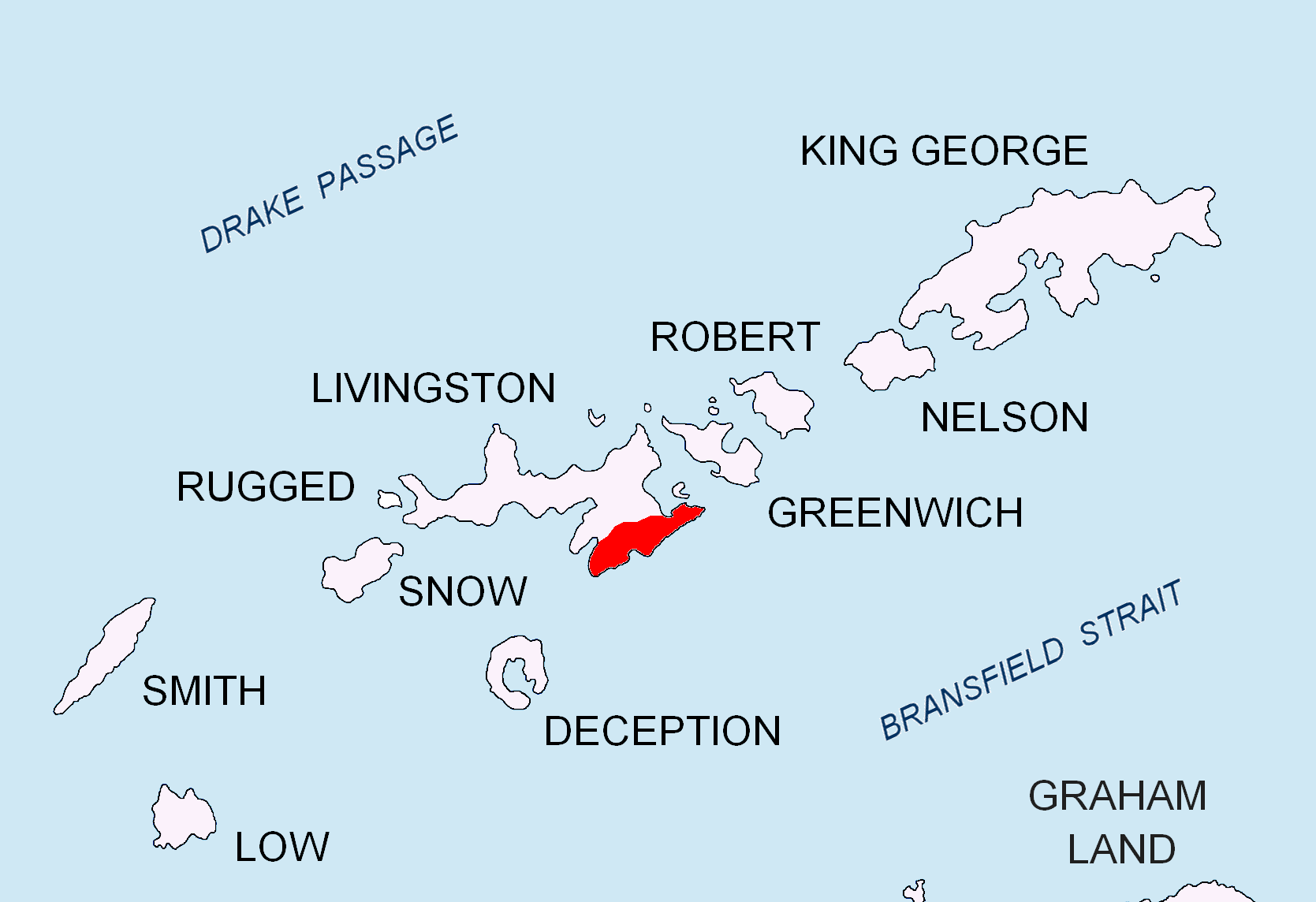

拉迪奇科夫峰（英語：Radichkov Peak）是南極洲的山峰，位於南設得蘭群島的利文斯頓島東部，屬於騰格里山脈中列夫斯基嶺的一部分，海拔高度500米，處於大針峰東南面2.13公里、赫爾梅特峰以南2.86公里和庫珀峰西南面4.16公里。

## 外部連結
- SCAR Composite Antarctic Gazetteer（页面存档备份，存于）.

62°40′53″S 60°01′16.5″W / 62.68139°S 60.021250°W